# Belle Isle
Belle Isle és una població dels Estats Units a l'estat de Florida. Segons el cens del 2000 tenia 6.087 habitants.

## Demografia
Segons el cens del 2000, Belle Isle tenia 5.531 habitants, 2.199 habitatges, i 1.618 famílies. La densitat de població era de 1.106,5 habitants per km².
Dels 2.199 habitatges en un 29,2% hi vivien nens de menys de 18 anys, en un 62,9% hi vivien parelles casades, en un 7,3% dones solteres, i en un 26,4% no eren unitats familiars. En el 20,2% dels habitatges hi vivien persones soles el 8% de les quals corresponia a persones de 65 anys o més que vivien soles. El nombre mitjà de persones vivint en cada habitatge era de 2,52 i el nombre mitjà de persones que vivien en cada família era de 2,89.
Per edats la població es repartia de la següent manera: un 22,7% tenia menys de 18 anys, un 4,7% entre 18 i 24, un 28,9% entre 25 i 44, un 27% de 45 a 60 i un 16,7% 65 anys o més.
L'edat mediana era de 42 anys. Per cada 100 dones de 18 o més anys hi havia 99,3 homes.
La renda mediana per habitatge era de 65.155 $ i la renda mediana per família de 68.571 $. Els homes tenien una renda mediana de 47.394 $ mentre que les dones 32.150 $. La renda per capita de la població era de 29.087 $. Entorn de l'1,9% de les famílies i el 2,9% de la població estaven per davall del llindar de pobresa.

## Poblacions més properes
El següent diagrama mostra les poblacions més properes.